# Primer nueva corónica y buen gobierno
Primer nueva corónica y buen gobierno es una crónica escrita por Felipe Guamán Poma de Ayala como una carta dirigida al Rey de España en la que describe la situación de los indígenas en el Virreinato del Perú. Fue encontrada 300 años más tarde en la Biblioteca Real de Dinamarca.

## Descubrimiento
En 1909, en la Biblioteca Real de Dinamarca en Copenhague, fue descubierto un antiguo manuscrito compuesto por 1179 páginas y decorado con 398 ilustraciones. Fue publicado por primera vez en 1936 por el Instituto Etnográfico de París, una publicación facsimilar a cargo de Paul Rivet.
Este manuscrito, redactado hacia 1615, en español y quechua, y abundante en ilustraciones, tenía el formato de una obra dedicada al entonces rey de España Felipe III. Es un documento muy valioso que recoge datos sobre el Perú de finales del siglo XVI y principios del siglo XVII. El manuscrito está firmado por Felipe Guamán Poma de Ayala, natural de Huamanga. Esta obra tiene un objetivo concreto retratar la realidad andina y solicitar a la Corona española una reforma del gobierno virreinal para salvar al pueblo andino de la explotación, las enfermedades y las mezclas raciales. El autor describe abiertamente su punto de vista en relación con los abusos cometidos por las nuevas autoridades, aunque acepta gustoso su presencia como agentes civilizadores. Puede decirse, además, que la obra tiene una óptica aristocrática: Guamán Poma no ve con justicia el nuevo statu quo, en el que hay antiguos caciques despojados de su autoridad, y nuevos advenedizos, títeres de los españoles, gobernando sobre tierras que no les pertenecen.

### Cómo aparece en Dinamarca
El historiador peruano Raúl Porras Barrenechea piensa que la ruta que siguió este manuscrito tiene que ver con el embajador de Dinamarca en la corte española (1650-1655 y 1658-1662), Cornelius Pedersen Lerche, quien lo habría comprado como parte de la biblioteca del Conde-duque de Olivares. Pero si Lerche fue un conocido coleccionista de manuscritos españoles y musulmanes, el catálogo impreso de su biblioteca, vendida en subasta pública después de su muerte, no revela rastro alguno del manuscrito de Guamán Poma. Además, había muchos otros coleccionistas de incunables y libros españoles en Dinamarca durante el siglo XVII, como Jørgen Reedtz y Laurids Ulfeldt, quienes podrían igualmente haber sido responsables de su adquisición. La abundancia y variedad de materiales españoles en la Biblioteca Real atestigua el gran interés de los daneses en la cultura hispánica.

## Los documentos Miccinelli
La veracidad de los documentos Miccinelli y de la supuesta autoría de Blas Valera fue cuestionada por los especialistas, quienes hallaron suficientes contradicciones para rechazarlo; entre ellas, el uso de términos que no se corresponden con el castellano del Perú de comienzos del siglo XVII y el hecho de que Blas Valera dominaba el aymara y no el quechua.

## En la cultura popular
El decimocuarto álbum de la serie Las aventuras de Tintín titulado El Templo del Sol y escrito e ilustrado por el historietista belga Hergé, toma inspiración del estilo gráfico de Felipe Guamán Poma Ayala. Los trajes de los personajes imitan explícitamente las ilustraciones del cronista peruano.

## Apropiaciones de Braun-Vega
Varias páginas de este manuscrito fueron apropiadas en los cuatro grandes dibujos sobre lienzo con marcos policromados (¡Traga!, ¡Corre!, ¡Sopla!, ¡Muere!) realizados en 1992 por el pintor Herman Braun-Vega para su retrospectiva en Madrid con motivo del quinto centenario del descubrimiento de América por Cristóbal Colón. Con las transferencias de recortes de prensa asociados a los dibujos de Guamán Poma y a los grabados de Goya, Herman Braun-Vega destaca el sufrimiento de los civiles, eternas víctimas de las guerras. Braun-Vega vuelve a hacer referencia a los dibujos de Guamán Poma en su pintura El poder se nutre de dogmas (Velázquez, Guamán Poma de Ayala, El Greco, Goya), esta vez para resaltar el papel de la Iglesia en la conquista española mediante la evangelización del pueblo indígena peruano.